# Rijksbeschermd gezicht Schiedam
Gezicht Schiedam is een van rijkswege beschermd stadsgezicht in Schiedam in de Nederlandse provincie Zuid-Holland. De procedure voor aanwijzing werd gestart op 28 januari 1986. Het gebied werd op 27 mei 2005 definitief aangewezen. Het beschermd gezicht beslaat een oppervlakte van 71,3 hectare.
Panden die binnen een beschermd gezicht vallen krijgen niet automatisch de status van beschermd monument. Wel zal de gemeente het bestemmingsplan aanpassen om nieuwe ontwikkelingen in het gebied te reguleren. De gezichtsbescherming richt zich op de stedenbouwkundige en cultuurhistorische waardering van een gebied en wil het toekomstig functioneren daarvan veiligstellen.